# Cujka

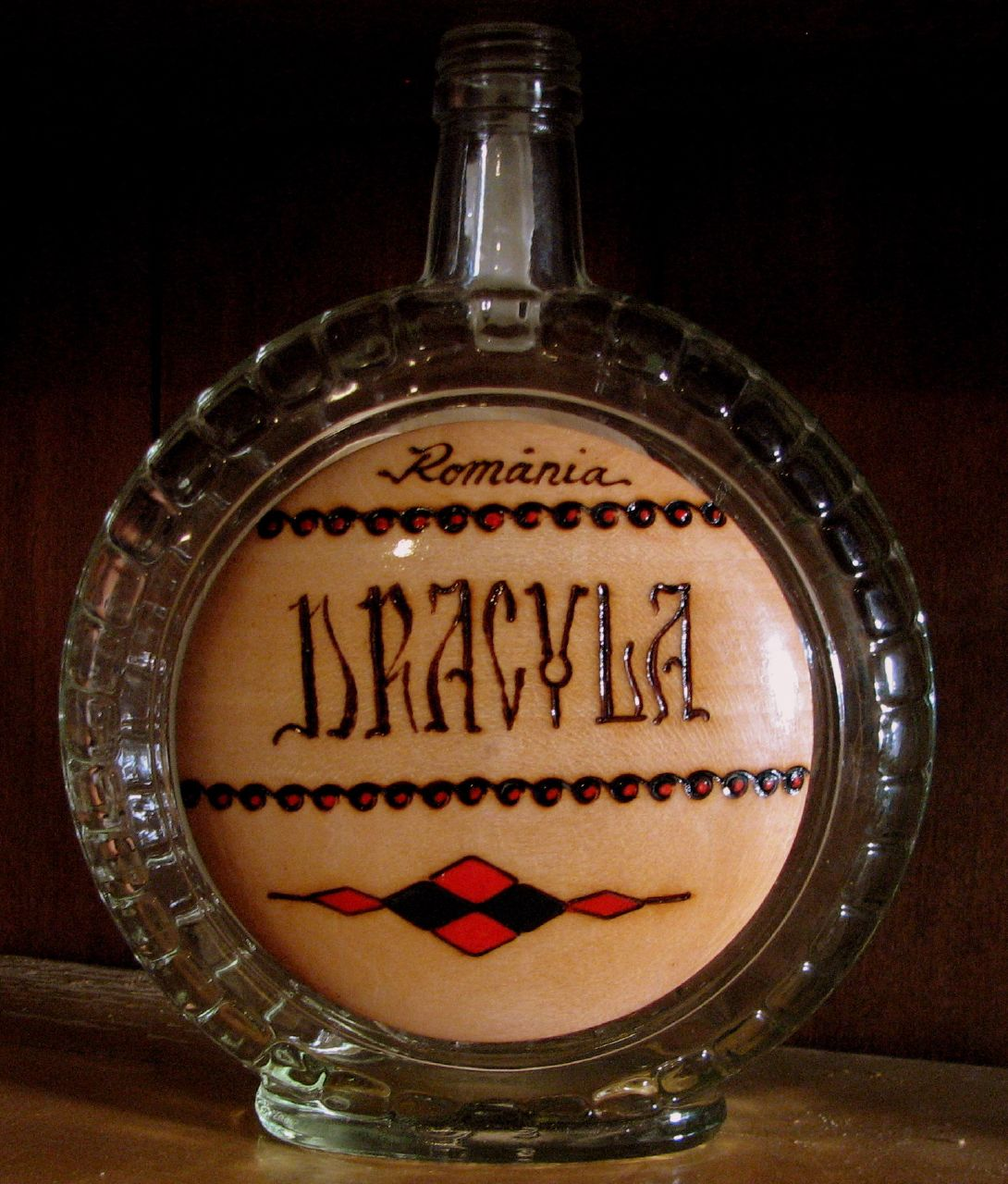
Dracula: palackozott román Țuică

A țuică (kiejtve, illetve magyar tájszóval: cujka) hagyományos román szilvapárlat, azaz szilva erjesztésével és lepárlásával készült égetett szesz. Ugyanezt az italt horincă (ejtsd: horinka) és turț (ejtsd: turc) néven is ismerik, attól függően, hogy Románia melyik vidékén készült. Alkoholtartalma más gyümölcspárlatokéhoz képest időnként – de nem feltétlenül – alacsony, akár 24 százalékos is lehet. Tizenhárom regionális változata áll európai uniós eredetvédelem alatt (például a máramarosi turț vagy a komorzáni horincă), ám a țuică, horincă és turț megnevezések önmagukban nem védettek.
Romániában is készülnek egyéb gyümölcspárlatok, illetve törkölypárlatok is, ezeket azonban rachiu (ejtsd: rákhiu) gyűjtőnéven ismerik, ami párlatot jelent.

## Leírása
A cujkát gyakran nevezik „román szilvapálinkának” is, mert szintén erjesztett szilva lepárlásával készül. Alkoholtartalmát tekintve a főzési eljárástól függően a magyar pálinkánál gyengébb vagy hozzá hasonló is lehet. A cujka román nemzeti ital, de készítését tekintve kevésben különbözik a szilvapálinkától vagy más nemzetek szilvapárlataitól, melyeket Európában gyakran slivovitz gyűjtőnéven ismernek. Időnként a hagyományaik is nehezen választhatók el: a szatmári szilvapálinka és a komorzáni horincă például egyaránt a történelmi Szatmár vármegye szilvapárlata volt.
Ezt az italt a gazdák a szilva érését követő két hónapos erjesztés után, hagyományosan októbertől december elejéig készítik, és ügyelnek arra, hogy karácsony utánra már ne maradjon teendő vele.

## Szabályozása
A román törvények szerint a țuică olyan égetett szesz, amit kizárólag szilva erjesztésével és lepárlásával állítanak elő. Az erjesztés egyaránt történhet a szilva cefréjéből vagy mustjából, maggal vagy mag nélkül. A párlatot nem szabad 86%-nál magasabb alkoholtartalmúra finomítani, és legalább 24% alkohollal kell forgalomba hozni. 3 év érlelés után țuică bătrână, 7 év után pedig țuică extra néven is árusítható. A horincă és turț neveket a Máramaros és a Avasság környékén készült țuică viselheti.
Az európai uniós eredetvédelem alá eső regionális változatokat – mint minden uniós eredetvédettségű gyümölcspárlatot – legalább 37,5% alkoholtartalommal kell palackozni.

## Eredetvédett változatai
- Țuică Zetea de Medieșu Aurit (Aranyosmeggyes)
- Țuică de Valea Milcovului (Valea Milcovului)
- Țuică de Buzău (Bodzavásár)
- Țuică de Argeș (Curtea de Argeș)
- Țuică de Zalău (Zilah)
- Țuică Ardelenească de Bistrița (Beszterce)
- Horincă de Maramureș (Máramaros)
- Horincă de Cămârzana (Komorzán)
- Horincă de Seini (Szinérváralja)
- Horincă de Chioar (Kővárvidék)
- Horincă de Lăpuș (Oláhlápos)
- Turț de Oaș (Avasság)
- Turț de Maramureș (Máramaros)